# 黏壶

一个线型黏壶的简化图

黏壶（英語：dashpot）是机械系统中与线性系统黏滯阻尼有关的阻抗元件，可通过其中的黏滯流体来减弱冲击和减缓运动。应用中也被称为缓冲器，也稱作阻尼器。黏壶可以阻滞运动和吸收能量，其产生的阻力随运动的速度增大而增加，但方向相反。在聚合物研究中，可以将黏壶与弹簧连用构成模型，来表示聚合物材料的黏弹性。在过程和设备图 (P&ID)中，黏壶的符号是.

## 种类
最常见的两种黏壶是线型黏壶和旋转型黏壶。

### 线型黏壶
线型黏壶可产生和运动相反的阻力。通常由线性偏差和阻尼系数决定。

### 旋转型黏壶
旋转型黏壶会对施加在其上的力矩产生阻力矩，阻力矩正比于转速，其阻尼系数为阻力矩与角速度的比值。

### 涡流阻尼器
一种比较少见的黏壶是湍流阻尼器，由置于非磁性导体中的大型磁体构成。和平常的黏壶一样，涡流阻尼器的阻力正比于速度。涡流阻尼器最常用的地方是天平，可以使摆动迅速达到平衡。

## 单向控制
黏壶常常可以通过单向机械支路来允许某一方向上的迅速的无碍运动，而对另一方向的运动产生阻碍。

## 应用

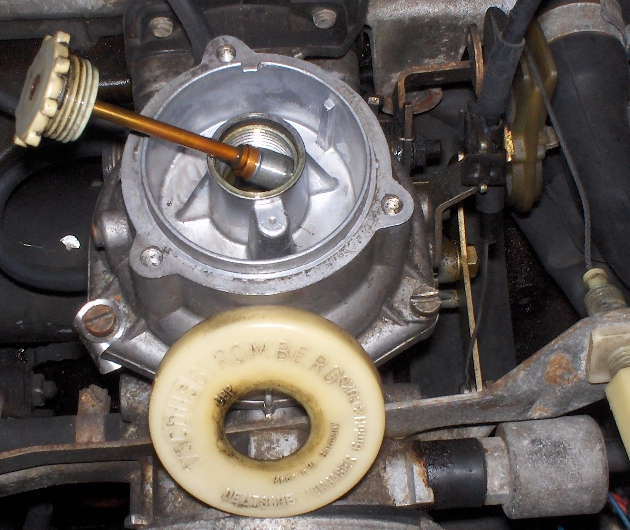
Dashpot in a Zenith-Stromberg carburetor

黏壶是闭门器的常见组成部分，来防止门的猛然关闭。其中的弹簧部件提供关门的力，但黏壶通过黏性液体的流动来抵消一部分力，减慢门的运动。
黏壶通常用于阻尼器和减震器。汽车减震器中的液压缸就是一个黏壶。通过使用黏壶阻止油门的最终关闭，内燃机中的防熄火机构可以防止发动机在低转速下熄火。它们也用于化油器，在油门杆完全关闭之前缓冲油门杆的返回，然后允许缓慢完全关闭以减少排放。英国SU化油器的主活塞带有阶梯针，该针固定在燃料流孔中。歧管真空使该活塞上升，从而允许更多燃料进入气流。黏壶有一个固定的液压活塞，在主活塞向上移动时对其进行阻尼。当主活塞返回时，活塞中的阀门会禁用阻尼。
黏壶可以用来抵抗较大的冲力和较快的速度。例如在航空母舰甲板上用于拦截蒸汽弹射器。电气开关设备可在其过电流传感机制中使用黏壶来降低对短暂事件的反应速度，从而使它们对瞬态误触发不那么敏感，同时仍对持续过载保持敏感。另一种用途是延迟电路的闭合或断开。这样的缓冲定时器（Dashpot timer）可以用于例如定时楼梯照明。

## 黏弹性
黏壶代表了固体黏性的，与时间有关的变形性，可以和代表弹性的弹簧一起被用于材料工程模型，来描述物体比如橡胶、肌肉组织等的黏弹性行为。麦克斯韦模型和开尔文-福格特模型分别将弹簧和黏壶串联和并联达到这一目的，便于模拟物体的复杂行为比如蠕变和应力松弛（stress relaxation）。

## 外在链接
- Julius O. Smith III. . Physical Audio Signal Processing. CCRMA,Stanford University's. 18 May 2013  [2014-02-18]. （原始内容存档于2014-02-26）.